# كفرة (حمص)
كفرة أو كفرا هي قرية سوريّة من قرى وادي النصارى تقع في ريف حمص الغربي، تبعد عن مدينة حمص 40كم. تتوضع القرية على سفح جبل السايح وتندمج أراضيها مع بلدة مرمريتا وتُعد من أولى القرى المأهولة في المنطقة. يعمل معظم أهلها بالزراعة وتربية الحيوان إذ تعد زراعة الزيتون وبيع زيته من الأنشطة الرئيسية في القرية. تنشط في كفرا كما في الوادي حركة الاغتراب، وتتميز القرية باذدهار النشاط العمراني وارتفاع نسبة التعليم، وتحوي عدة مطاعم ومنتجعات تجعل منها مصيفاً ومقصداً للسياح. تزعم بعض المصادر أن هذه القرية شهدت معركة قادش الثانية.